# Théorème des résidus
Ne doit pas être confondu avec Méthode des résidus.
En analyse complexe, le théorème des résidus est un outil puissant pour évaluer des intégrales curvilignes de fonctions holomorphes sur des courbes fermées qui repose sur les résidus de la fonction à intégrer.
Il est utilisé pour calculer des intégrales de fonctions réelles ainsi que la somme de certaines séries. Il généralise le théorème intégral de Cauchy et la formule intégrale de Cauchy.

## Énoncé

Illustration du théorème des résidus de 2008

Soient U un sous-ensemble ouvert et simplement connexe du plan complexe ℂ, {z1, …, zn} un ensemble de n points de U, et f une fonction définie et holomorphe sur U \ {z1, …, zn}.
Si γ est une courbe rectifiable dans U qui ne rencontre aucun des points singuliers zk et dont le point de départ correspond au point d'arrivée (c'est-à-dire un lacet rectifiable), alors :
{\displaystyle \int _{\gamma }f(z)~\mathrm {d} z=2\pi \mathrm {i} \sum _{k=1}^{n}\operatorname {Res} (f,z_{k})\,\mathrm {Ind} _{\gamma }(z_{k}).}
Ici, Res(f,zk) désigne le résidu de f en zk, et {\displaystyle \mathrm {Ind} _{\gamma }(z_{k})} l'indice du lacet γ par rapport à zk. Intuitivement, l'indice du lacet est le nombre de tours autour de zk effectués par un point parcourant tout le lacet. Ce nombre de tours est un entier ; il est positif si γ est parcouru dans le sens inverse des aiguilles d'une montre (sens direct) autour de zk, nul si γ ne se déplace pas du tout autour de zk, et négatif si γ est parcouru dans le sens des aiguilles d'une montre autour de zk.
L'indice est défini par 
{\displaystyle \operatorname {Ind} _{\gamma }(z_{k})={\frac {1}{2\pi \mathrm {i} }}\int _{\gamma }{\frac {{\text{d}}z}{z-z_{k}}}.}

### Exemple
On prend comme ouvert {\displaystyle U=\mathbb {C} } qui est bien ouvert et simplement connexe et on considère la fonction holomorphe {\displaystyle f:\mathbb {C} \setminus \{0\}\to \mathbb {C} } définie par {\displaystyle f(z)=1/z} (on a donc ici {\displaystyle n=1} et {\displaystyle z_{1}=0}).
On calcule alors l'intégrale de cette fonction le long de la courbe {\displaystyle \gamma :[0,2\pi ]\to \mathbb {C} } définie par {\displaystyle \gamma (t)=\mathrm {e} ^{\mathrm {i} t}} (son image étant le cercle unité) avec le théorème des résidus : on a ici {\displaystyle \operatorname {Res} (f,0)=1} et {\displaystyle \operatorname {Ind} _{\gamma }(0)=1} d'où
{\displaystyle \int _{\gamma }f(z)\,\mathrm {d} z=2\mathrm {i} \pi }

## Variante
« Soit D un ouvert de la sphère de Riemann S2, et soit f une fonction holomorphe dans D sauf peut-être en des points isolés qui sont singuliers pour f. Soit Γ le bord orienté d'un compact A contenu dans D, et on suppose que Γ ne contienne aucun point singulier de f, ni le point à l'infini. Les points singuliers zk contenus dans A sont alors en nombre fini, et on a la relation :
où Res(f, zk) désigne le résidu de la fonction f au point zk ; la sommation est étendue à tous les points singuliers zk ∈ A, y compris éventuellement le point à l'infini. »

## Application au calcul d'intégrales réelles
Pour évaluer des intégrales réelles, le théorème des résidus s'utilise souvent de la façon suivante : l'intégrande est prolongé en une fonction holomorphe sur un ouvert du plan complexe ; ses résidus sont calculés, et une partie de l'axe réel est étendue à une courbe fermée en lui attachant un demi-cercle dans le demi-plan supérieur ou inférieur. L'intégrale suivant cette courbe peut alors être calculée en utilisant le théorème des résidus. Souvent, grâce au lemme d'estimation ou au lemme de Jordan, la partie de l'intégrale sur le demi-cercle tend vers zéro, quand le rayon de ce dernier tend vers l'infini, laissant seulement la partie de l'intégrale sur l'axe réel, celle qui initialement nous intéressait.
La liste ci-dessous n'est pas exhaustive mais elle permet d'avoir une idée générale de la technique utilisant le théorème des résidus, on aborde :
- les intégrales du « premier type »[réf. nécessaire]: {\displaystyle \int _{0}^{2\pi }R(\cos(t),\sin(t))~\mathrm {d} t} où {\displaystyle R} est une fonction rationnelle ;
- les intégrales du « deuxième type »[réf. nécessaire] : {\displaystyle \int _{-\infty }^{+\infty }f(x)~\mathrm {d} x} ;
- les intégrales du « troisième type »[réf. nécessaire] : {\displaystyle \int _{-\infty }^{+\infty }f(x)\mathrm {\mathrm {e} } ^{\mathrm {i} ax}~\mathrm {d} x} ;
- les intégrales du « quatrième type »[réf. nécessaire] : combinaison des deux cas précédents en considérant la valeur principale de Cauchy de l'intégrale.

### Premier type
Soit le calcul de l'intégrale réelle suivante :
{\displaystyle I=\int _{0}^{2\pi }R(\cos(t),\sin(t))~\mathrm {d} t}
avec {\displaystyle R} une fonction rationnelle ayant un nombre fini de points singuliers {\displaystyle z_{j}} et dont aucun n'appartient au cercle {\displaystyle C(0,1)} centré à l'origine et de rayon 1. On obtient par le théorème des résidus :
{\displaystyle I=2\mathrm {i} \pi \sum _{|z_{j}|<1}\mathrm {Res} (f,z_{j})}
où {\displaystyle f} est définie comme suit :
{\displaystyle f(z)={\frac {1}{\mathrm {i} z}}R\left({\frac {z+z^{-1}}{2}},{\frac {z-z^{-1}}{2\mathrm {i} }}\right).}

### Deuxième type

Figure 1. Illustration du contour (en bleu) utilisé dans la démonstration des intégrales du deuxième type. Les singularités (purement complexes) de appartenant au plan supérieur sont représentées en rouge.

Soit le calcul de l'intégrale impropre suivante :
{\displaystyle I=\int _{-\infty }^{+\infty }f(x)~\mathrm {d} x}
avec {\displaystyle f} ayant un ensemble de points singuliers isolés {\displaystyle z_{j}} purement complexes. Si {\displaystyle \lim _{|z|\to +\infty }zf(z)=0} et si {\displaystyle I} converge, alors
{\displaystyle I=2\mathrm {i} \pi \sum _{\Im (z_{j})>0}\mathrm {Res} (f,z_{j})=-2\mathrm {i} \pi \sum _{\Im (z_{j})<0}\mathrm {Res} (f,z_{j}).}
Remarque : dans le cas où {\displaystyle f} est une fonction rationnelle définie par {\displaystyle f(z)={P(z) \over Q(z)}} avec {\displaystyle P} et {\displaystyle Q} des polynômes, {\displaystyle Q} sans racines réelles, il suffit d'exiger que {\displaystyle \mathrm {deg} (Q)\geq \mathrm {deg} (P)+2} (où {\displaystyle \mathrm {deg} } représente le degré du polynôme) pour que les hypothèses soient vérifiées, la convergence de l'intégrale étant même absolue.

### Troisième type
Soit le calcul de l'intégrale impropre suivante :
{\displaystyle I=\int _{-\infty }^{+\infty }f(x)\mathrm {e} ^{\mathrm {i} ax}~\mathrm {d} x}
avec {\displaystyle f} comportant un ensemble de point singuliers isolés purement complexes. Si {\displaystyle \lim _{|z|\to +\infty }f(z)=0} et si {\displaystyle I} converge, alors :
{\displaystyle (\mathrm {si} \,\,a>0),\quad I=2i\pi \sum _{\Im (z_{j})>0}\mathrm {Res} \left(f(z)\mathrm {e} ^{\mathrm {i} az},z_{j}\right)}
et
{\displaystyle (\mathrm {si} \,\,a<0),\quad I=-2\mathrm {i} \pi \sum _{\Im (z_{j})<0}\mathrm {Res} \left(f(z)\mathrm {e} ^{\mathrm {i} az},z_{j}\right).}

### Quatrième type

Figure 3. Illustration du contour (en bleu) utilisé dans la démonstration des intégrales du quatrième type. Les singularités (purement complexes) de appartenant au plan supérieur sont représentées en rouge. En vert ce sont les pôles simples réels.

Les intégrales du deuxième et du troisième type s'étendent aux cas avec un nombre fini n de pôles situés sur l'axe réel. Il s'agit alors d'une intégrale impropre et l'on considère alors la valeur principale de Cauchy de l'intégrale.
Soit {\displaystyle f} une fonction holomorphe sur ℂ sauf en un ensemble de pôles simples réels, {\displaystyle x_{j}}, et de singularités isolées purement complexes, {\displaystyle z_{j}}. On suppose que l'on se trouve dans un des deux cas suivant : 
- il existe {\displaystyle M,R>0} et {\displaystyle \alpha >1} tels que {\displaystyle |f(z)|\leq {M \over |z|^{\alpha }}} pour tout complexe {\displaystyle z} de module supérieur ou égal à {\displaystyle R},

ou 
- {\displaystyle f(z)=g(z)\mathrm {e} ^{\mathrm {i} az}} avec {\displaystyle a>0} et il existe {\displaystyle M,R>0} tels que {\displaystyle |g(z)|\leq {M \over |z|}} pour tout complexe {\displaystyle z} de module supérieur ou égal à {\displaystyle R}.

Alors la valeur principale de Cauchy (notée {\displaystyle \mathrm {v.p.} }) de l'intégrale existe et on a :
{\displaystyle \mathrm {v.p.} \int _{-\infty }^{+\infty }f(x)~\mathrm {d} x=2\pi \mathrm {i} \sum _{\Im (z_{j})>0}\mathrm {Res} (f,z_{j})+\pi \mathrm {i} \sum _{x_{j}}\mathrm {Res} (f,x_{j}).}
Remarque : on peut aisément étendre la formule au demi-plan inférieur en changeant le signe de la première somme et en considérant uniquement les singularités purement complexe dans ce demi-plan.

## Application aux calculs de sommes
Le théorème des résidus permet aussi de calculer certaines sommes infinies. Soit une fonction {\displaystyle g} ayant pour chaque entier {\displaystyle n} un résidu égal au {\displaystyle n}-ième terme général d'une somme infinie {\displaystyle S} ainsi qu'un ensemble {\displaystyle E} de résidus correspondant à d'autres points. On suppose que l'intégrale de cette fonction le long d'un lacet {\displaystyle \gamma } rectifiable infiniment grand soit nulle. On a alors par le théorème des résidus :
{\displaystyle \int _{\gamma }g(z)~\mathrm {d} z=2\mathrm {i} \pi \left[S+\sum _{z_{k}\in E}\mathrm {Res} (g;z_{k})\right]=0.}
Par conséquent, on peut exprimer la somme infinie par une autre somme (en général finie) de résidus :
{\displaystyle S=-\sum _{z_{k}\in E}\mathrm {Res} (g;z_{k}).}
Les énoncés ci-dessous donnent des exemples plus généraux de cas pour lesquels cette méthode est applicable :
- les sommes du "premier type" : {\displaystyle \sum f(n)} ;
- les sommes du "deuxième type" : {\displaystyle \sum (-1)^{n}f(n)}.

### Premier type
Soit le calcul de la somme suivante :
{\displaystyle S=\sum _{-\infty ,n\notin E}^{\infty }f(n)}
avec {\displaystyle f} ayant un ensemble {\displaystyle E} de singularités isolées. On suppose que la condition suivante soit respectée :
il existe {\displaystyle M,R>0} et {\displaystyle \alpha >1} tels que {\displaystyle |f(z)|\leq {M \over |z|^{\alpha }}} pour tout complexe {\displaystyle z} de module supérieur ou égal à {\displaystyle R}.
Alors, on a :
{\displaystyle \sum _{-\infty ,n\notin E}^{\infty }|f(n)|<+\infty }
et
{\displaystyle \sum _{-\infty ,n\notin E}^{\infty }f(n)=-\sum _{z_{k}\in E}\mathrm {Res} \left(f(z)\pi \cot(\pi z);z_{k}\right).}

### Deuxième type
Soit le calcul de la somme suivante :
{\displaystyle S=\sum _{-\infty ,n\notin E}^{\infty }(-1)^{n}f(n)}
avec {\displaystyle f} ayant un ensemble {\displaystyle E} de singularités isolées. On suppose que {\displaystyle f} satisfasse à la même condition que pour les sommes du premier type à savoir :
il existe {\displaystyle M,R>0,\alpha >1} tels que {\displaystyle |f(z)|\leq {M \over |z|^{\alpha }}} pour tout complexe {\displaystyle z} de module supérieur ou égal à {\displaystyle R}.
Alors, la somme converge absolument et on a :
{\displaystyle \sum _{\infty ,n\notin E}^{\infty }(-1)^{n}f(n)=-\sum _{z_{k}\in E}\mathrm {Res} \left(f(z)\pi \csc(\pi z);z_{k}\right).}